# Dorival Yustrich
Dorival Knippel "Yustrich" (Corumbá, Brazil, 28. rujna 1917. – Belo Horizonte, 24. kolovoza 1990.),  brazilski nogometaš i nogometni trener.
Igrao je 1930-ih i 1940-ih, na položaju vratara. Nadimak Yustrich si je prema slavnom Juanu Eliasu Yustrichu, tadašnjem vrataru Boca Juniorsa.

## Igračka karijera
- Flamengo (1935. – 1944.)

## Trenerska karijera
Na nacionalnoj razini trenirao je nekoliko klubova: 
- Atlético Mineiro
- Cruzeiro
- Coritiba
- Corinthians
- Flamengo
- Porto
- Brazil

Bio je i trenerom brazilske nogometne reprezentacije, ali samo u jednom susretu, 1968. godine, naslijedivši Aymoréa Moreiru. Nakon Yustricha, Brazilce je vodio João Saldanha.